# Makoto-chan
Makoto-chan (まことちゃん) est un shōnen manga de Kazuo Umezu, prépublié dans le magazine Weekly Shōnen Sunday entre avril 1976 et juillet 1981 et publié par l'éditeur Shōgakukan en 24 volumes reliés. Une suite est prépubliée dans le même magazine entre août 1988 et juillet 1989 puis publiée en quatre volumes reliés.
La série est adaptée sous la forme d'un film d'animation sorti au Japon en 1980.

## Synopsis
Le manga suit la vie étrange du jeune Makoto Sawada et de sa famille. Makoto se lance dans toutes sortes d'humour crasse et adulte. Il s'habille parfois avec les vêtements de sa mère et de sa sœur et a souvent un long brin de morve qui pend de son nez.

## Manga
Makoto-chan est une série dérivée d'Agein (アゲイン), une autre œuvre de Kazuo Umezu parue dans le magazine Weekly Shōnen Sunday entre 1971 et 1972 et centrée sur Mototaro Sawada, le grand-père de Makoto. Makoto-chan est également prépublié dans le Weekly Shōnen Sunday entre avril 1976 et juillet 1981 et publié par l'éditeur Shōgakukan en 24 volumes reliés.  Une suite traitée indépendamment du manga principal, nommée Makoto-chan Heisei-ban (まことちゃん 平成版), est prépubliée dans le même magazine entre août 1988 et juillet 1989 puis publiée en quatre volumes reliés.

## Adaptation cinématographique
Le manga est adapté sous la forme d'un film d'animation réalisé par Tsutomu Shibayama (en), produit par Tokyo Movie Shinsha et distribué par la Tōhō. Il sort au Japon le 26 juillet 1980.